# Cleora minorata
Cleora minorata är en fjärilsart som beskrevs av Fletcher 1953. Cleora minorata ingår i släktet Cleora och familjen mätare. Inga underarter finns listade i Catalogue of Life.